# Ткаленко Іван Іванович
Іван Іванович Ткаленко (нар. 17 квітня 1955, село Фурси, Білоцерківський район, Київська область) — український політик. Директор Департаменту забезпечення взаємодії з Верховною Радою України та регіонами Секретаріату Кабінету Міністрів України (з січня 2011).

## Біографія
Народився 17 квітня 1955 року у селі Фурси Білоцерківського району Київської області. Українець

## Родина
- Дружина - Віра Іванівна, 1957 року - інженер - конструктор
- дочка - Інна, 1979 року - юрист
- дочка - Ольга, 1980року - юрист.

## Освіта
Одеський інженерно - будівельний інститут , закінчив у 1980 році - інженер - будівельник, «Промислове і цивільне будівництво».

## Кар'єра
- Червень 1970 року — квітень 1973 року — слюсар механоскладальних робіт, в/ч № 13845, місто Біла Церква.
- Травень 1973 року — травень 1975 року — служба в армії, місто Владивосток.
- Серпень 1975 року — жовтень 1980 року — студент Одеського інженерно-будівельного інституту.
- Жовтень 1980 року — липень 1982 року — майстер — будівельник Білоцерківської міжгосподарської будівельної організації.
- Липень 1982 року — липень 1984 року — заступник командира роти, в/ч 2107, місто Біла Церква.
- Серпень 1984 року — жовтень 1985 року — виконроб.
- Жовтень 1985 року — січень 1990 року — начальник БМУ № 4 ремонтно-будівельного тресту «Білоцерківхімбуд».
- Січень 1990 року — квітень 1998 року — голова правління ВАТ «Міськбуд», місто Біла Церква.

Народний депутат України 3-го скликання з березня 1998 року до квітня 2002 року, виборчій округ № 90, Київська область. На час виборів — голова правління ВАТ «Міськбуд» (місто Біла Церква). Державний службовець 1-го рангу (травень 2002).
Член фракції НДП травень 1998 року — лютий 1999 року.
Член групи «Відродження регіонів» лютий 1999 року — березень 2001 року.
Член групи «Регіони України» березень — листопад 2001 року.
Член фракції «Регіони України» з листопада 2001 року.
Голова підкомітету з питань житлово-комунального господарства Комітету з питань будівництва, транспорту і зв'язку (липень 1998 року — лютий 2000 року), перший заступник голови Комітету з питань соціальної політики та праці з лютого 2000 року.
7 квітня 2003 року — 3 лютого 2005 року — Міністр України у зв'язках з Верховною Радою України.
2006 року -завідувач секретаріату фракції Партії регіонів в Верховній Раді України.
4 серпня 2006 року — 18 грудня 2007 року — Міністр України у зв'язках з Верховною Радою України та іншими установами державної влади України.
Квітень 2010 року — січень 2011 року — Представник Кабінету Міністрів України у Верховній Раді України України.